# HD 68657
HD 68657，又名CD-48 3576，SAO 219565、HR 3227，是一颗恒星，视星等为5.82，位于銀經263.91，銀緯-8.05，其B1900.0坐标为赤經8h 8m 10.3s，赤緯-48° -8.05′ 48″。